# Metaphycus celticola
Metaphycus celticola är en stekelart som beskrevs av Svetlana N. Myartseva 2003. Metaphycus celticola ingår i släktet Metaphycus och familjen sköldlussteklar. Inga underarter finns listade i Catalogue of Life.